# Greta Garbo
Greta Garbo, nascida Greta Lovisa Gustafsson (Estocolmo, 18 de setembro de 1905 – Nova Iorque, 15 de abril de 1990), foi uma atriz sueca naturalizada norte-americana, cuja atividade no cinema se deu entre os anos 1920 e 1930. Por três vezes, Greta Garbo foi indicada ao Oscar da Academia na categoria de Melhor Atriz e recebeu um prêmio honorário da Academia em 1954 por suas atuações e contribuições para o cinema. Em 1999, ela foi eleita para uma das 100 maiores estrelas do cinema norte-americano pelo American Film Institute.
Garbo começou sua carreira em um papel secundário no filme sueco de 1924 The Saga of Gösta Berling. Sua atuação chamou a atenção do diretor executivo da Metro-Goldwyn-Mayer (MGM), Louis B. Mayer, que a trouxe para Hollywood em 1925. Logo os holofotes estavam sobre ela depois de seu primeiro papel em um filme mudo, em Torrent (1926). O filme Flesh and the Devil (1927), seu terceiro filme, a tornou uma estrela de renome internacional.
Seu primeiro filme falado foi Anna Christie, em 1930, cuja propaganda feita pela MGM trazia o slogan "Garbo fala!". No mesmo ano, ela estrelou em Romance. Por suas atuações nestes filmes, Greta Garbo foi indicada para o Oscar de Melhor Atriz, quando a regra de indicação permitia que um artista recebesse uma indicação para mais de um filme. Em 1932, famosa o bastante, ela pode fazer exigências em seu contrato e assim se tornou bastante seletiva na escolha de papéis. Em 1931, ela atuou em Mata Hari, em 1932 em Grande Hotel e em 1933, em Queen Christina.
Para muitos críticos e especialista em cinema, sua melhor atuação foi em Camille, em 1936, na adaptação do livro de Alexandre Dumas Filho, A dama das camélias. Por este papel, ela foi indicada pela segunda vez ao Oscar da Academia para Melhor Atriz. Após este filme, porém, sua carreira entrou em declínio, pois foi uma das atrizes a cair na lista chamada de Box Office Poison, que tecia críticas ácidas a artistas com salários muito altos, mas que não trariam retorno significativo para o estúdio. Em 1939, sua carreira ganhou um novo fôlego com a comédia Ninotchka, papel pelo qual ela recebeu sua terceira indicação ao Oscar de Melhor Atriz. Logo em seguida, com o fracasso do filme Two-Faced Woman, de 1941, Garbo se aposentou das telas, aos 36 anos, após atuar em cerca de 28 filmes.
Houve oportunidades para retornar às telas, mas Garbo recusou todas. Mesmo sendo uma grande estrela nas telas, ela levava uma vida bastante privada e particular. Greta Garbo se tornou colecionadora de arte, com peças que incluíam Pierre-Auguste Renoir, Pierre Bonnard e Kees van Dongen, valendo milhões de dólares na época em que ela morreu.

## Biografia

### Infância e primeiros anos

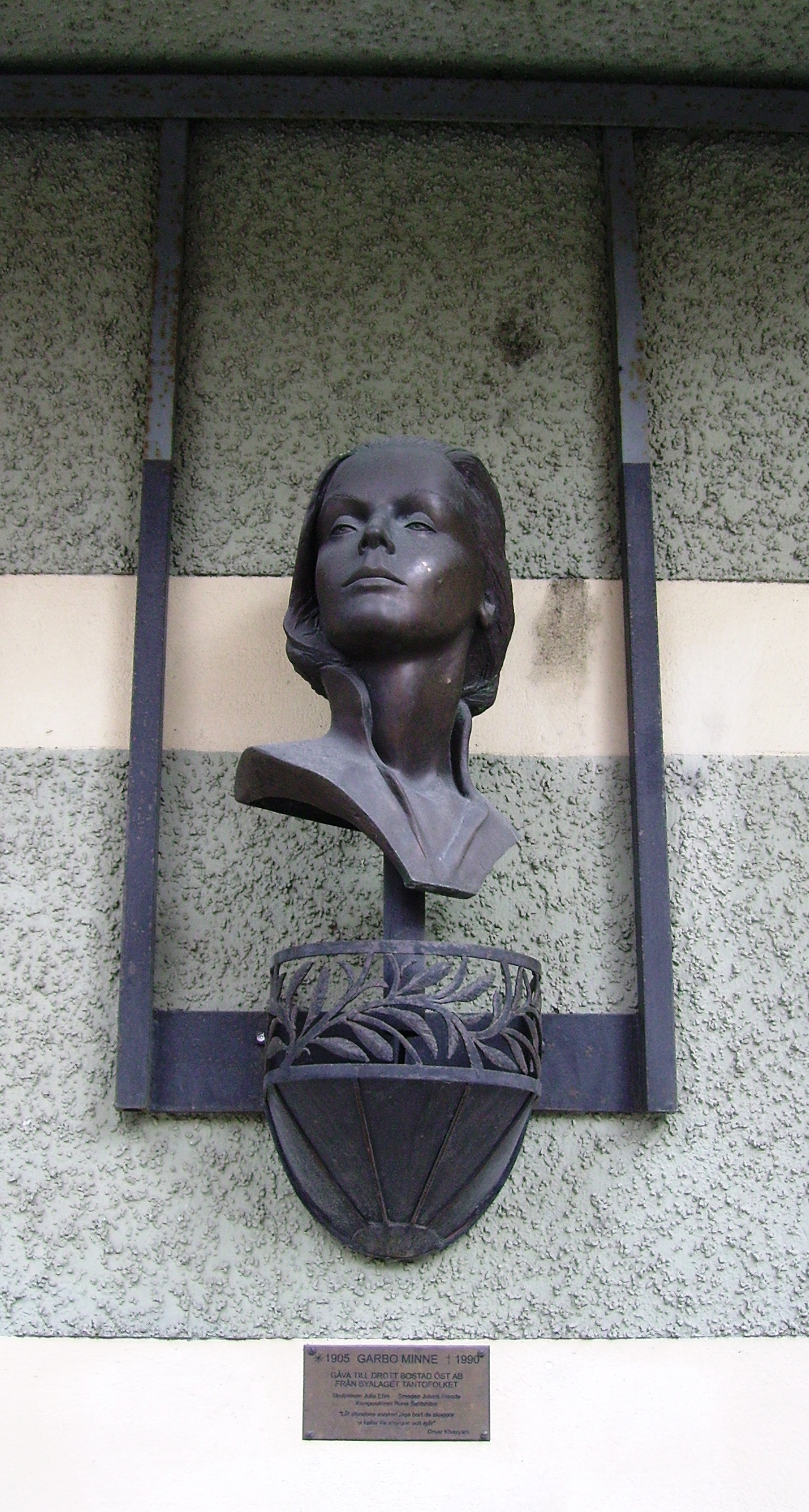
Monumento no prédio que fica hoje no lugar onde Greta Garbo nasceu, em Södermalm.

Greta Lovisa Gustafsson nasceu em Södermalm, um distrito municipal da cidade de Estocolmo, na Suécia, em 1905. Era a terceira filha e a caçula do casal Anna Lovisa (1872–1944), uma dona de casa que depois trabalhou em uma fábrica de geleia, e de Karl Alfred Gustafsson (1871–1920). Seu irmão mais velho era Sven Alfred (1898–1967) e sua irmã mais velha era Alva Maria (1903–1926).
Seus pais se conheceram em Estocolmo enquanto seu pai estava de visita na cidade. Ele se mudou para a capital e trabalhou em vários empregos, desde varredor de ruas a assistente de açougueiro. Casou-se com Anna, que recentemente tinha se mudado de Högsby. A família Gustafsson era pobre e morava em uma casa fria de três cômodos na Blekingegatan Nº 32, considerado na época uma periferia pobre.
| “ | Eram noites eternamente cinzas, aquelas noites longas de inverno. Meu pai estaria num canto, rabiscando no jornal. Do outro lado do cômodo, minha mãe consertava roupas velhas e rasgadas, suspirando. Nós, as crianças, ficávamos murmurando ou apenas sentadas em silêncio. Todas ansiosas, como se tivesse algum perigo no ar. Essas noites são inesquecíveis para uma garotinha sensível. Onde morávamos todas as casas e apartamentos pareciam iguais, a feiura combinava com tudo o que nos cercava. | ” |

Greta era uma criança quieta e sonhadora, que gostava de brincar sozinha. Ela odiava a escola também. Ainda assim, superando a timidez, ela se interessou pelo teatro já desde pequena. Com os poucos coleguinhas que tinha, ela os dirigia em peças e brincadeiras infantis, sonhando com o dia que seria uma atriz. Ela depois participaria do teatro amador com os amigos, indo com frequência ao Mosebacke, um distrito cultural de Södermalm, com muitos teatros e casas noturnas.
Com 13 anos, em 1919, Greta se formou na escola e como era comum para garotas da classe trabalhadora da época, ela não fez o ensino médio. No inverno de 1919, a epidemia de gripe de 1918 atingiu Estocolmo, e seu pai, de quem Greta era muito próxima, caiu doente, o que o fez perder o emprego. Greta ficou em casa cuidando do pai, levando-o ao hospital semanalmente para tratamento, mas ele veio a falecer em 1920, quando Greta tinha 14 anos.

## Carreira

### Começo (1920–1924)
O primeiro emprego de Greta foi em uma barbearia, mas por conselho de amigos, ela se candidatou e conseguiu um emprego em uma loja de departamentos de Estocolmo, no setor de chapéus e acessórios femininos. Logo ela começaria a trabalhar como modelo para chapéus do catálogo da empresa, o que a levou a trabalhar como modelo e manequim, algo que dava muito mais dinheiro. Em 1920, um diretor de comerciais contratado pela loja escalou Greta para estrelar diversas propagandas de moda feminina. Seu primeiro comercial foi ao ar em 12 de dezembro de 1920, seguido de vários outros no mesmo ano. Em 1922, ela atraiu os olhares do diretor Erik Arthur Petschler, que lhe deu um papel em uma comédia chamada Peter the Tramp.

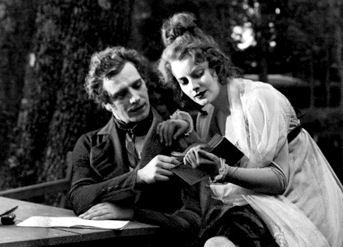
Greta Garbo em sua primeira protagonista, no filme sueco '[The Saga of Gösta Berling (1924) com Lars Hanson

De 1922 a 1924, ela estudou na Dramatens elevskola, considerada a escola de teatro e ensino de teatro mais importante para os atores de teatro suecos por muito tempo, em Estocolmo. Em 1924, foi convidada pelo diretor finlandês Mauritz Stiller para fazer o papel principal no filme The Saga of Gösta Berling, uma adaptação do famoso livro ganhador do Prêmio Nobel de Literatura de 1909, de Selma Lagerlöf, A saga de Gösta Berlings. O diretor acabaria se tornando seu mentor, treinando a atriz para sua carreira no cinema. Em seguida, ela estrelou um filme alemão, Die freudlose Gasse (Rua das lágrimas), em 1925, dirigido por G. W. Pabst, onde ela co-estrelou com Asta Nielsen.
Os relatos sobre seu primeiro contato com o diretor-executivo da MGM, Louis B. Mayer, divergem. A história oficial diz que o diretor sueco Victor Sjöström, que trabalhava na MGM, era amigo de Mauritz Stiller e teria encorajado Louis B. Mayer a conhecê-lo em Berlim. Duas versões contam o que aconteceu em seguida. Em uma delas, Mayer, que sempre procurava por novos talentos, teria se interessado pelo trabalho de Stiller, fazendo-o uma oferta de trabalho. Stiller teria exigido que Greta Garbo fizesse parte do contrato, convencido de que ela seria um marco em sua carreira de diretor. Mayer reclamou da exigência, mas teria concordado em assistir ao filme Gösta Berling. Ele teria então se encantado pelo talento e pela beleza de Garbo, ficando mais interessado na atriz do que no diretor. A segunda versão do encontro diz que Mayer já tinha assistido Gösta Berling antes da viagem a Berlim, e Garbo, era seu interesse principal na viagem, não Stiller.

### Cinema mudo (1925–1929)

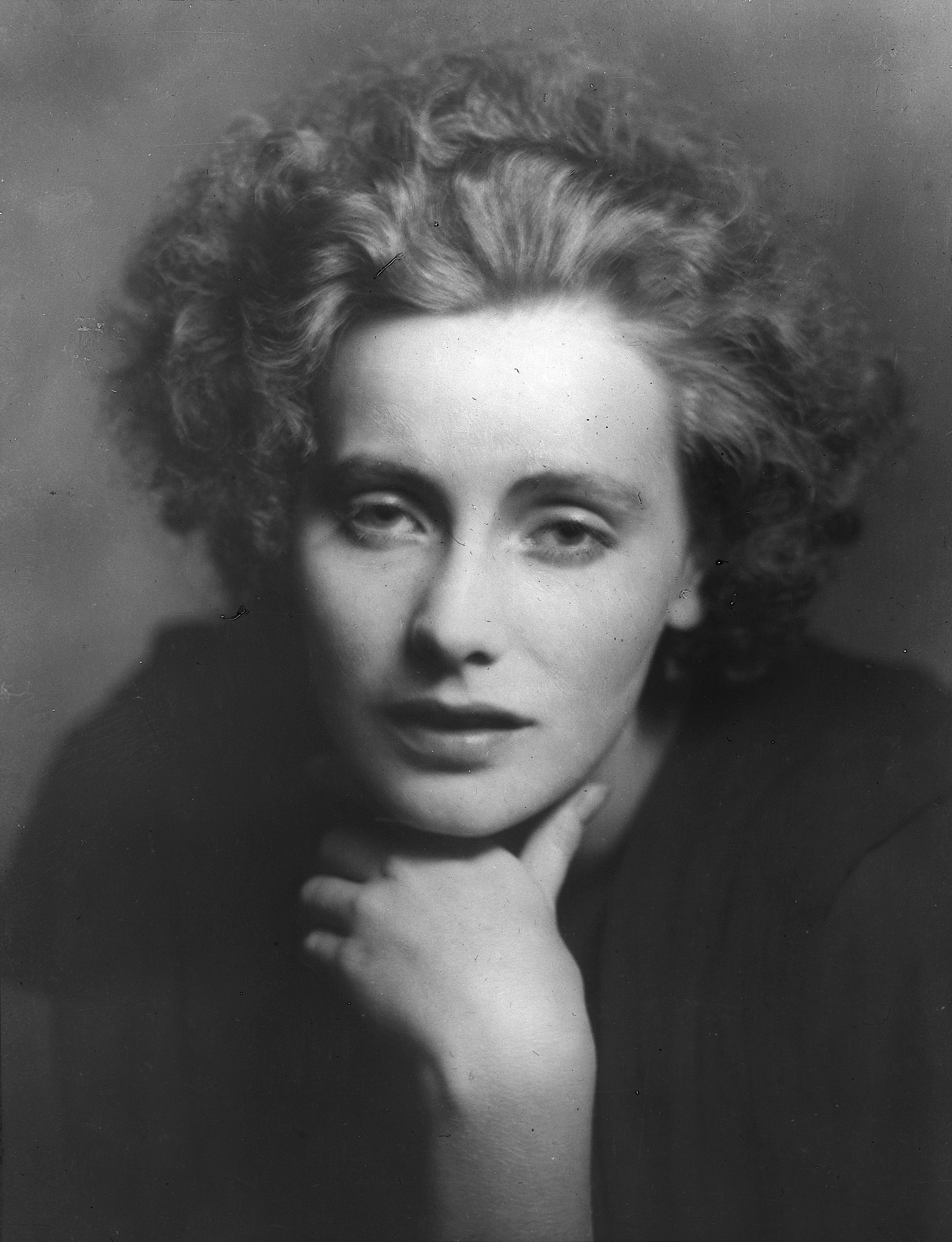
Greta Garbo, 1925

Em 1925, Greta Garbo foi levada da Suécia para os Estados Unidos, a pedido de Mayer, ainda que não falasse inglês. Depois de 10 dias de viagem a bordo do SS Drottningholm, desembarcando em Nova Iorque em julho de 1925. Eles ficaram seis meses na cidade sem nenhuma palavra do estúdio. Assim, eles foram para Los Angeles por conta própria, onde mais cinco semanas se passaram sem contato com a MGM. Prestes a retornar para a Suécia, ela escreveu para o namorado em casa:
| “ | Você tinha razão quando disse que eu não me sentiria em casa aqui. Ah, a minha amada e pequena Suécia. Prometo que quando voltar meu rosto triste vai sorrir como nunca antes. | ” |

Um amigo sueco que morava em Los Angeles conseguiu um contato com o chefe da produção da MGM, Irving Thalberg, que concordou em chamar Greta para um teste. Thalberg teria ficado impressionado com a presença e atuação de Greta, mas teria pedido que a atriz fizesse uma dieta, arrumasse seus dentes e providenciou aulas de inglês. Enquanto era moldada para o estrelato, Thalberg começou a escalar Greta para papéis de mulheres modernas e sofisticadas, maduras, algo que Greta teria reclamado, ainda arranhando no inglês. Thalberg começava a moldar a imagem pela qual a atriz se tornaria lendária posteriormente.
Acreditando que trabalharia com Stiller em seu primeiro filme norte-americano, ela foi escalada para Torrent (1926), uma adaptação do livro de Vicente Blasco Ibáñez, com a direção de Monta Bell. Ela substituiu Aileen Pringle, dez anos mais velha, onde interpretou uma camponesa. O filme foi um sucesso, ainda que não tenha sido bem recebido pela imprensa, mas os principais elogios iam para a atuação de Greta.
O sucesso e os elogios a Greta levaram Thalberg a escalar a atriz para um papel semelhante em The Temptress (1926), baseado em outro livro de Vicente Blasco Ibáñez. Tendo trabalhado em apenas um filme, ela já estava no topo das bilheterias. Foi seu mentor, Stiller, que a convenceu a pegar o papel no longa, pois Greta não queria outro papel de mulher fatal e não gostou do roteiro assim como não gostou do primeiro filme. Por falar pouco o idioma, Stiller não conseguia atender às demandas de Hollywood, além de não se dar bem com o ator principal. Ele então foi mandado embora e substituído. Refilmar o filme do começo foi caro, mas ainda assim ele se tornou um dos filmes mais vistos entre 1926 e 1927. A MGM tinha a sua mais nova estrela.

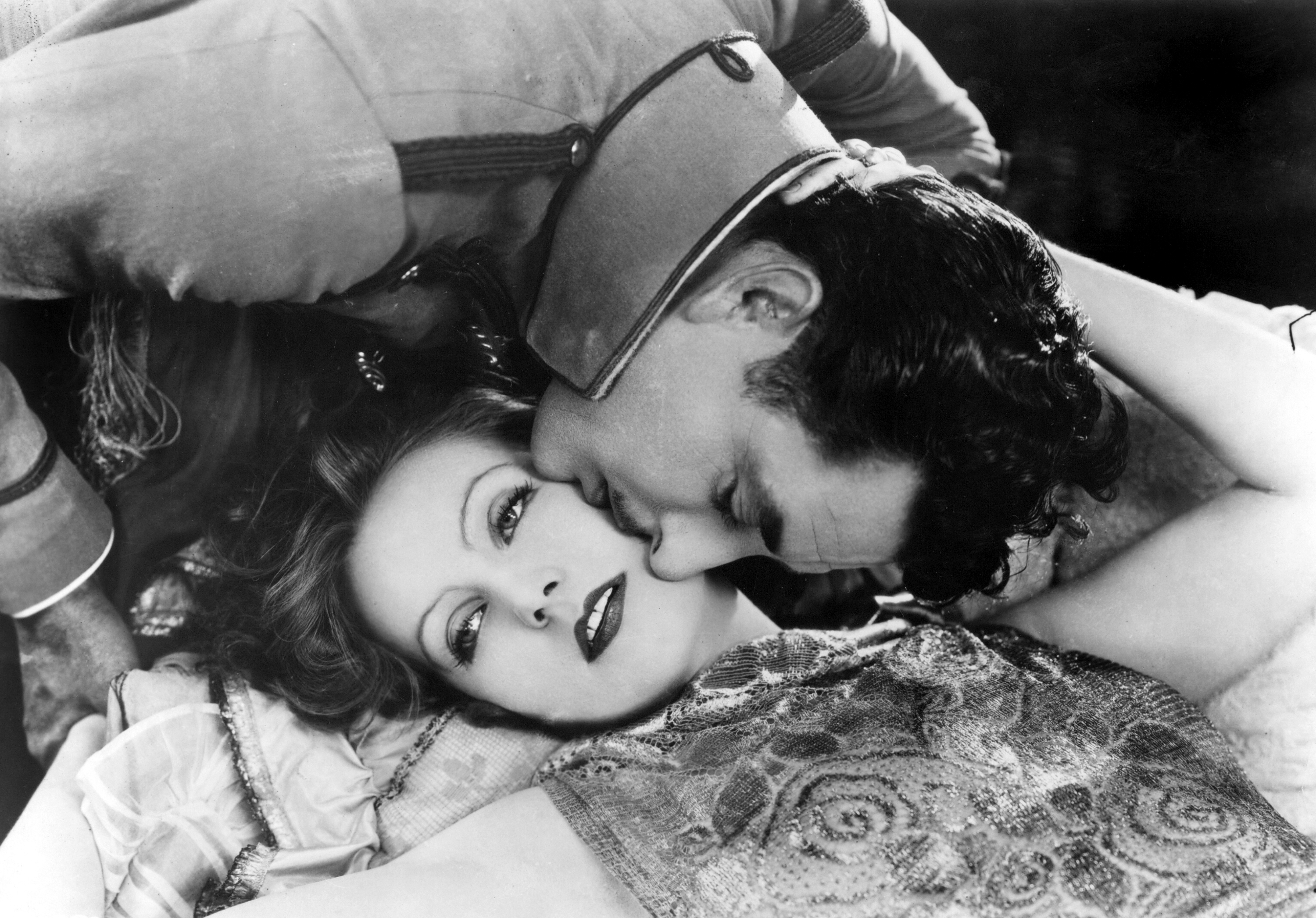
Garbo em Flesh and the Devil (1926) com John Gilbert

Depois de sua ascensão ao estrelato, Garbo fez mais oito filmes mudos e todos foram um sucesso. Três deles Garbo atuou com John Gilbert, com quem ela começou a se relacionar. O sucesso do terceiro filme, Mulher de Brio (1928), elevou Garbo ao estrelado e principal atriz da MGM, roubando o lugar de longa data de Lillian Gish. O impacto de Greta Garbo nas telas logo a elevou como uma das principais atrizes de Hollywood. Especialistas em cinema apontam sua expressividade e presença como os pontos altos de sua atuação.
Foi por volta dessa época que Garbo começou a fazer exigências enquanto filmava. Ela proibiu visitantes, incluindo membros do estúdio, nos sets e exigiu que cortinas ou telas pretas a cercassem para evitar que técnicos e figurantes pudessem observá-la atuando. Sobre as excêntricas exigências, Garbo se justificou:
| “ | Se eu estiver sozinha, meu rosto fará coisas que eu não posso fazer de outra forma. | ” |

Ainda que fosse a estrela do estúdio e uma das mais famosas atrizes de Hollywood, a MGM temia que seu sotaque sueco pudesse impactar seu trabalho nos filmes falados. Eles então atrasaram ao máximo sua estreia na era do cinema falado, tanto que a MGM foi o último estúdio a se adaptar para o universo dos microfones e seu último filme mudo, The Kiss (1929), foi também o último filme de Garbo neste sistema. Apesar dos medos da MGM, Greta Garbo se tornaria uma campeã de bilheteria durante a década seguinte.

### Cinema falado (1930–1939)

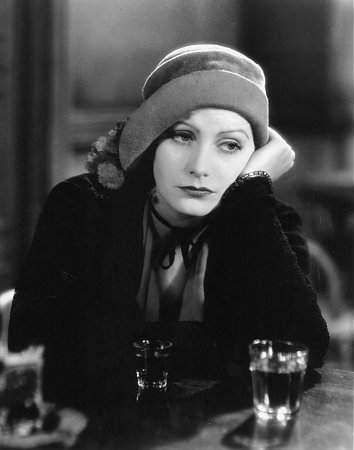
"Garbo fala!" em Anna Christie (1930)

No final de 1929, Garbo estrelou em Anna Christie, uma adaptação da peça de mesmo nome de Eugene O'Neill, e este foi seu primeiro filme falado. O roteiro foi adaptado por Frances Marion e produzido por Irving Thalberg e Paul Bern. Com 16 minutos de filme, Garbo, que interpreta uma prostituta sueca, para justificar o sotaque, fala a famosa frase: “Me dá um whisky”. O filme estreou na cidade de Nova Iorque em 21 de fevereiro de 1930 com a frase impactante "Garbo fala!" e foi uma das maiores bilheterias daquele ano.
Com um elenco e diretor diferentes, Greta filmou a versão alemã de Anna Christie, em 1931, que foi lançado em dezembro de 1930. O sucesso do filme assegurou a transição bem-sucedida da atriz para o sistema falado. Em Romance (1930), ela interpretou uma estrela italiana da ópera, atuando com Lewis Stone. Em Inspiration (1931), ela atuou ao lado de Robert Montgomery. Seus filmes seguintes são também aqueles pelos quais ela é mais lembrada. Ela interpretou Mata Hari, na adaptação de 1931, junto de Ramón Novarro. Em 1932, ela interpretou uma bailarina em Grande Hotel (1932), com John Barrymore, Joan Crawford e Wallace Beery. Estes dois filmes consolidaram a carreira da atriz e foram as maiores bilheterias da MGM em 1931 e 1932.
Depois de estrelar As You Desire Me (1932), um dos três filmes em que trabalhou com Melvyn Douglas, seu contrato com a MGM expirou e ela acabou retornando à Suécia. Após quase um ao de negociações, Greta concordou em retornar para o estúdio, com a condição de estrelar o filme Queen Christina (1933) e seu salário foi elevado para 300 mil dólares por filme, o equivalente a 9 milhões de dólares em valores atuais. O estúdio estava bem relutante em produzir o filme, mas acabou cedendo à pressão de Garbo. O estúdio ofereceu como coprotagonista os atores Charles Boyer ou Laurence Olivier, mas Garbo rejeitou os dois, indicando seu namorado, John Gilbert no lugar. MGM bateu o pé com a escolha, dizendo que a carreira dele estava em declínio e que isso poderia prejudicar o rendimento do filme, porém Garbo insistiu.
A produção de Queen Christina foi exuberante, se tornando uma das maiores produções de sua época. Alardeado com a frase "Garbo retorna", o filme estreou em dezembro de 1933 com crítica positivas e recorde de bilheteria do ano. O filme não escapou das críticas dos censores por cenas em que Garbo se veste de homem e beija uma atriz na boca. Ainda que sua popularidade em 1930 continuasse alta, os filmes de Greta depois de Queen Christina dependiam muito do sucesso que fizessem fora dos Estados Unidos. Este tipo de drama histórico era popular na Europa, mas nos Estados Unidos da Grande Depressão de 1929, a audiência era mais favorável a casais românticos, como Clark Gable e Jean Harlow.
Em 1935, ela aceitou um papel oferecido por David O. Selznick para estrelar em Anna Karenina, um de seus papéis mais conhecidos. Por sua atuação, ela ganhou o prêmio de Melhor Atriz da New York Film Critics Circle. O filme foi um sucesso no mercado externo, tendo uma bilheteria doméstica melhor do que a MGM espetava. Porém a arrecadação do estúdio foi pequena devido ao salário exigido por Garbo. Seu próximo projeto foi Camille (1936). A produção foi prejudicada, no entanto, pela morte súbita de Thalberg, com apenas 37 anos, que chocou os estúdios de Hollywood. Greta era muito próxima de Thalberg e sua esposa Norma Shearer. Não foi uma época fácil para a atriz, que no mesmo ano tinha perdido John Gilbert.

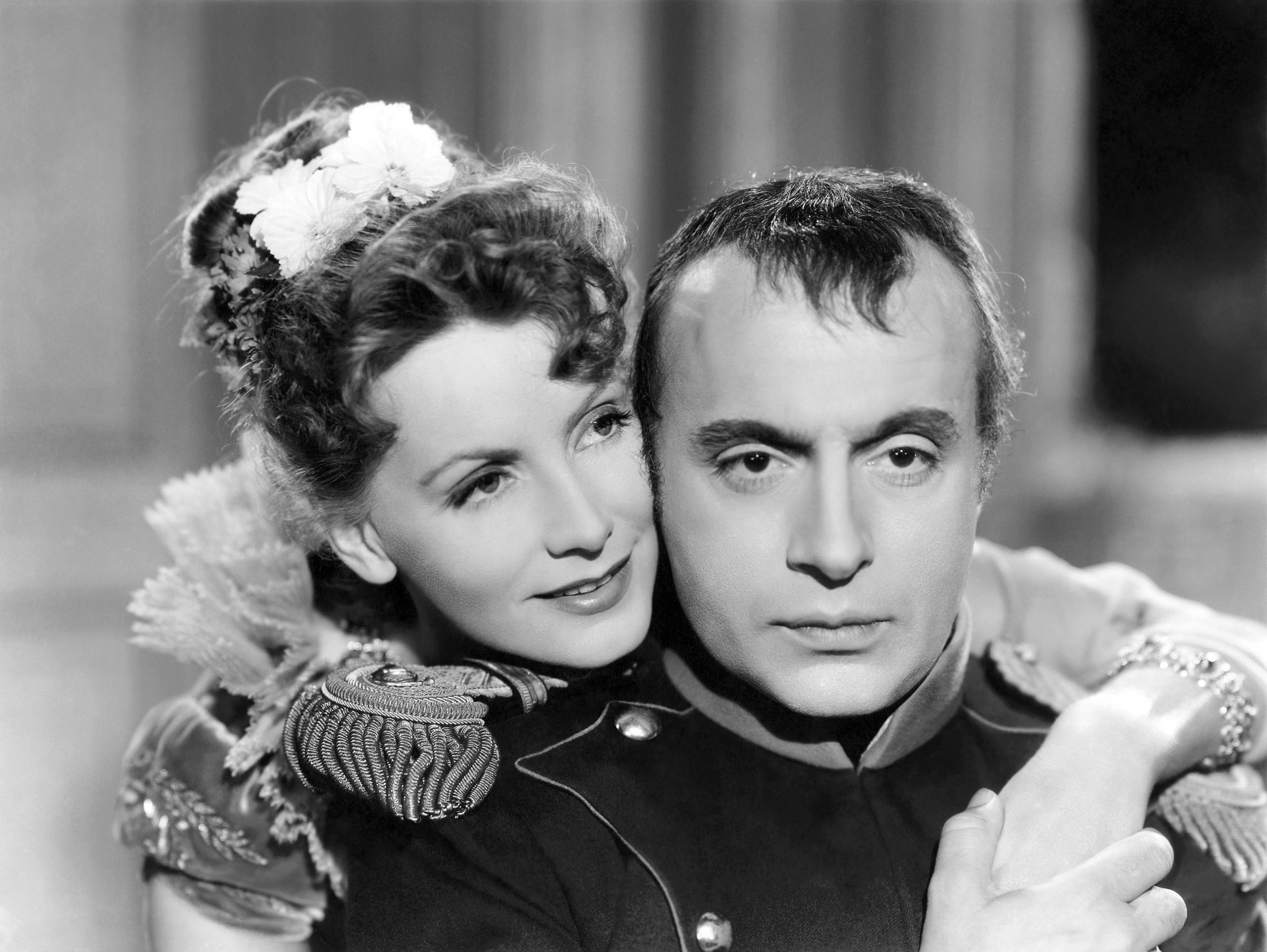
Garbo e Charles Boyer em Conquest (1937)

Camille foi um grande sucesso na estreia de 12 de dezembro de 1936, inclusive internacional e o primeiro grande sucesso de Garbo nos últimos três anos. Por seu papel ela foi indicada ao Oscar da Academia e ganhou o prêmio de Melhor Atriz da New York Film Critics Circle. Sua próxima produção era o caro Conquest (1937), de Clarence Brown. O enredo era sobre o romance de Napoleão Bonaparte e Marie Walewska. Foi o maior filme da MGM naquele ano, mas em sua estreia arrecadou apenas 1 milhão de dólares em bilheteria, cerca de 17 milhões em valores atuais. O filme se tornou o primeiro grande fracasso da década e com sua popularidade caindo, além do fim do seu contrato com o estúdio, Greta retornou para a Suécia. Em 3 de maio de 1938, seu nome foi incluído em uma lista de atores prejudiciais a seus estúdios, junto de Joan Crawford, Norma Shearer, Luise Rainer, Katharine Hepburn, Mae West, Marlene Dietrich, Fred Astaire e Dolores del Río, o que a colocou na "geladeira" na época.
Com o fracasso de Conquest, a MGM decidiu por uma mudança de rumos para fazer a carreira da atriz renascer. Seu próximo filme foi Ninotchka (1939), sua primeira comédia. Com a frase "Garbo ri!", o filme estreou em outubro de 1939, tornando-se um grande sucesso nos Estados Unidos, mas banido na União Soviética.

### Último trabalho e aposentadoria (1941–1948)

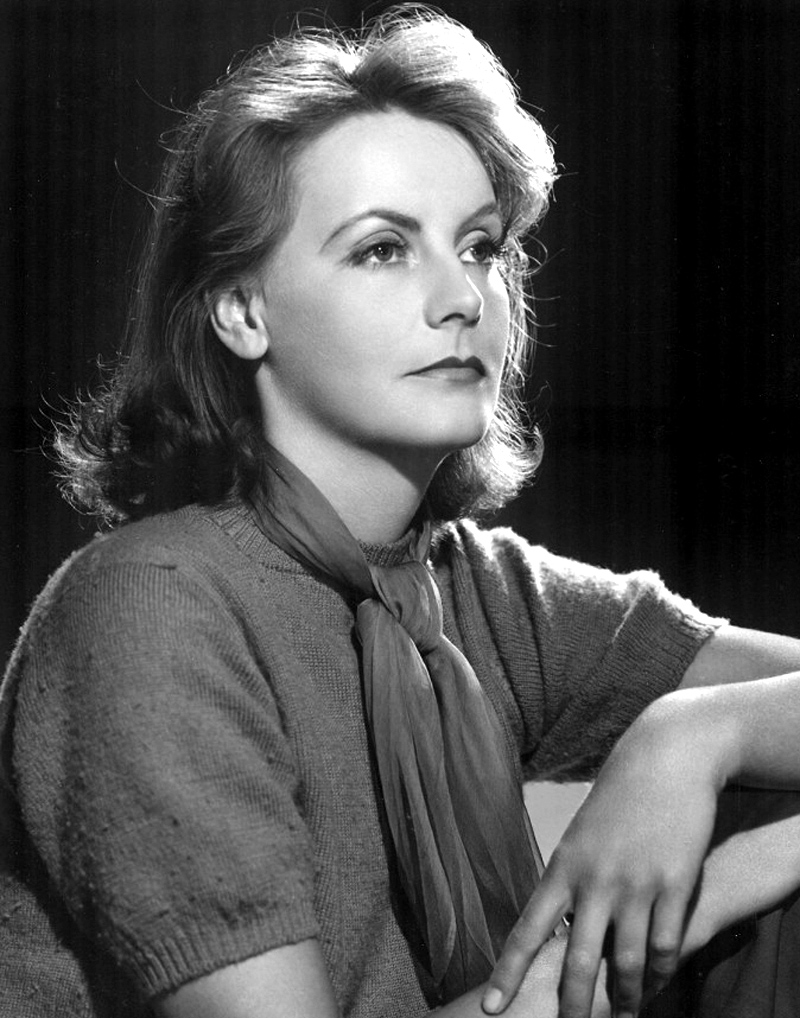
Garbo durante as filmagens de Ninotchka (1939)

Em 1941, ela estrelou Two-Faced Woman, uma tentativa do estúdio de faturar em cima do sucesso de Ninotchka. O filme teve um bom rendimento na bilheteria, mas foi um fracasso de crítica. Garbo costumava se referir a este filme como sendo sua "sua sepultura". Foi seu último filme. Greta Garbo tinha então 36 anos, tendo atuado em 28 filmes ao longo de 16 anos de carreira.
Ainda que tenha se sentido humilhada pelas críticas do filme, Garbo não pretendia se aposentar na época. Seus filmes, entretanto, dependiam da bilheteria europeia e quando a Segunda Guerra Mundial eclodiu, não havia mais mercado para o cinema no continente. Ela chegou a assinar contrato para o filme The Girl from Leningrad, mas o filme foi engavetado. Greta acreditava que poderia continuar sua carreira quando a guerra acabasse, ainda que estivesse indecisa sobre voltar a atuar. Amigos diziam que Greta era impaciente para trabalhar, mas também tinha medo e se preocupava com sua idade. Ela ainda assinou contrato em 1948 com o produtor Walter Wanger, que produziu Queen Christina, para um filme baseado em La Duchesse de Langeais, de Balzac. Ela chegou a fazer vários testes, decorou o roteiro e desembarcou em Roma em 1949 para as gravações. Porém, o financiamento do filme não foi feito e o projeto foi abandonado. Esta foi a última vez que Greta Garbo fez qualquer tipo de teste para filmes.
Em 1949, lhe ofereceram um papel em Sunset Boulevard, mas após uma reunião com o produtor, Charles Brackett, ela declarou não ter qualquer interesse no papel. Vários papéis lhe foram oferecidos ao longo dos anos 1940 e durante seus anos já aposentada das telas, mas ela os rejeitou. Se por alguma razão ela aceitava um papel, ao menor sinal de problema, ela abandonava o projeto. Sobre isso, ela disse:
| “ | Estava cansada de Hollywood. Não gostava do meu trabalho. Tinha dias em que eu me arrastava para o estúdio... Eu realmente queria viver outra vida. | ” |

## Vida pessoal
Desde o início de sua carreira, Greta Garbo evitava os holofotes da indústria, preferindo passar seu tempo sozinha ou com amigos. Deu poucos autógrafos, não respondia cartas de fãs e raramente dava entrevistas. Nunca esteve em uma cerimônia de entrega do Oscar, nem mesmo quando foi indicada ao prêmio. Sua aversão à publicidade e à imprensa exasperou o estúdio inicialmente. Em uma rara entrevista, Garbo disse que seu desejo pela privacidade era algo que veio desde criança, tendo sempre detestado multidões.
Desconfiada da mídia tradicional e sempre às rusgas com os executivos da MGM, Greta Garbo renegou as regras publicitárias de Hollywood. Era sempre mencionada pelos portais de imprensa como a "esfinge sueca". Sua resistência e medo de estar entre estranhos perpetuou o mistério e a mística sobre sua figura, tanto na tela como na vida real. A MGM acabou usando isso para ganhar em cima da imagem da atriz, reforçando sua imagem de mulher misteriosa e reclusa. Mesmo assim, ela se tornou uma das mulheres mais fotografadas do mundo.

### Aposentadoria

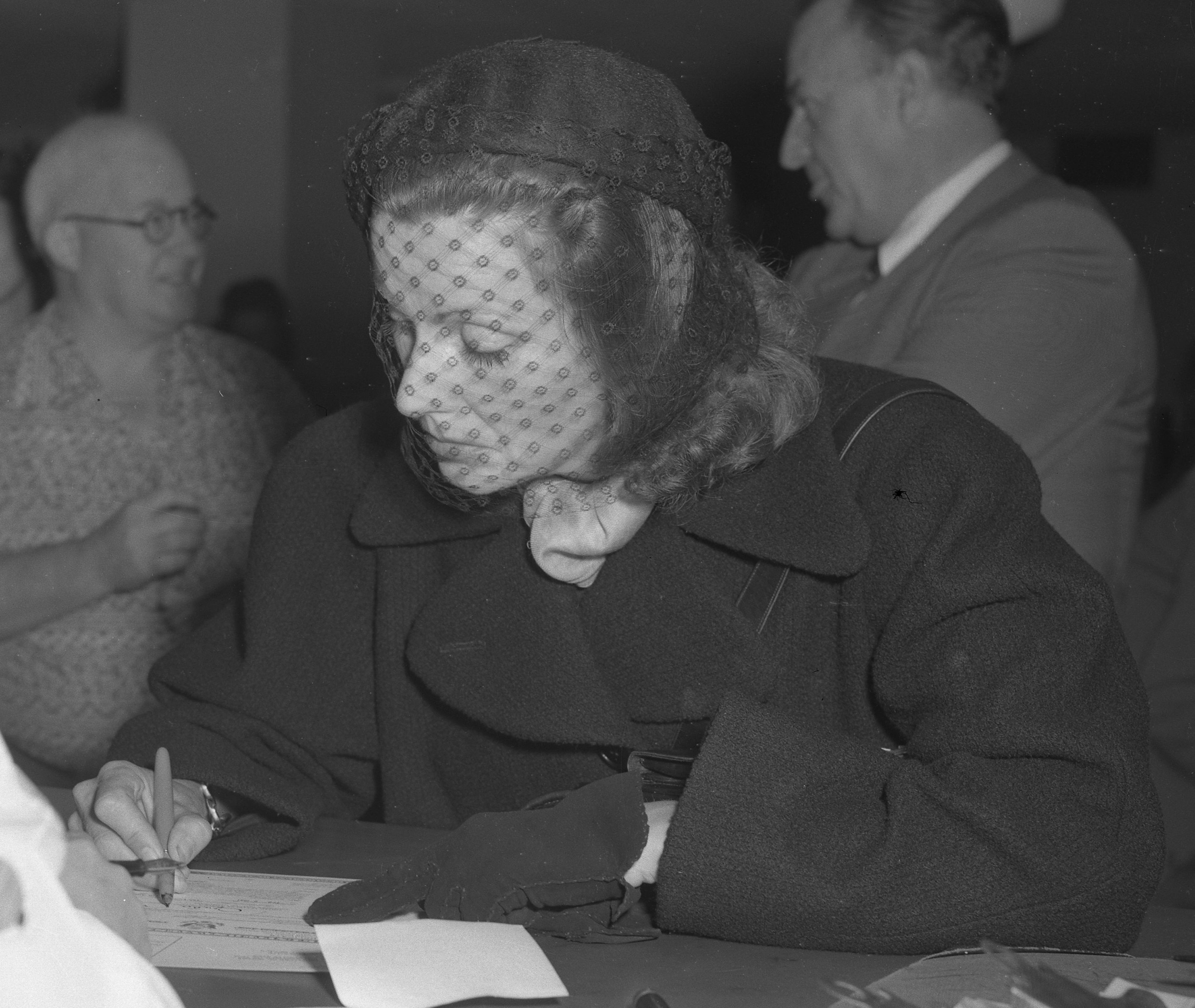
Garbo assinando os papéis de sua cidadania norte-americana em 1950

Sem atuar, Garbo começou a levar uma vida privada, simples e sozinha. Ela não fez nenhuma aparição pública e evitava qualquer tipo de publicidade o quanto podia. Ainda que gostasse de ficar sozinha, Greta tinha muitos amigos e conhecidos, com quem socializava e às vezes viajava. Em 1971, ela chegou a dizer para um amigo próximo que sofria de depressão profunda. Alguns biógrafos dizem que ela poderia ser bipolar, pois em mais de uma ocasião ela afirmou estar muito feliz em um momento para no próximo estar completamente triste.
No começo da década de 1940, ela começou a colecionar obras de arte. Várias pinturas que depois se tornariam valiosas foram adquiridas por preços irrisórios e seu acervo contava com quadros de Renoir, Rouault, Kandinsky, Bonnard e Jawlensky, valendo milhões quando ela morreu em 1990. Em 9 de fevereiro de 1951, Greta Garbo se naturalizou cidadã dos Estados Unidos. Em 1953 ela comprou um apartamento em Manhattan, Nova Iorque, onde morou pelo resto da vida.
Em 13 de novembro de 1963, apenas 9 dias antes do assassinato de John F. Kennedy, ela foi convidada para o famoso jantar da Casa Branca.
Em 1971, Greta viajou com sua grande amiga Baroness Cécile de Rothschild, na sua casa no sul da França. Cécile a apresentou a Samuel Adams Green, um colecionador de arte e curador em Nova Iorque, de quem Greta se tornou amiga e companhia frequente. Era costume de Green de gravar suas conversas pelo telefone com Greta, com sua expressa permissão. Em 1985, ela acabou com a amizade de longa data com Green quando foi falsamente informada de que suas conversas foram ouvidas por amigos. Em seu testamento, Green pediu que todas as fitas fossem entregues para os arquivos da Universidade Wesleyan, em 2011. As fitas revelam o bom humor e a personalidade de Greta, além de várias de suas excentricidades.
Apesar de ter ficado ainda mais reclusa em seus últimos anos, ela acabou se tornando muito próxima de sua cozinheira e governanta, Claire Koger, que trabalhou para a atriz por 31 anos. Era comum ver Greta fazendo caminhadas por Nova Iorque, em geral sozinha, com grandes óculos escuros, atraindo a curiosidade de admiradores e fotógrafos.

### Família
Em 1944, Anna Lovisa Gustafson, sua mãe, que já morava os Estados Unidos na época, morreu, mas Greta não pode comparecer ao funeral. Seu irmão mais velho, Sven Alfred, tentou ser ator, bem como sua irmã Alva Maria. Sven teve vários empregos menores antes de entrar para o serviço militar. Foi trabalhando em uma padaria que ele conheceu Elsa Hägerman, com quem começou a namorar e logo depois eles esperavam um filho, o que fez se mudar para a casa dos pais novamente. Em 1928, Sven foi para Paris, tendo atuado em filmes em 1929 e 1930, por vezes usando o nome de Sven Garbo. Em 1931, ele conheceu a norte-americana Ethel Marguerite Baltzer, com quem teve uma filha, Ann-Marguerite. Sven também estudou artes plásticas, tendo exposto seus trabalhos em galerias nos Estados Unidos. Em 27 de janeiro de 1967, Sven sofreu um infarto no hospital de Palm Springs, na Califórnia.
Sua irmã mais nova, Alva Maria, também tentou a carreira de atriz. Greta era muito próxima de sua irmã mais nova. Alva trabalhou com seguros e era também estenógrafa, tendo trabalhado como figurante em algumas produções suecas. Em 1921, ela e Greta trabalharam em En lyckoriddare. Greta trabalhava em The Temptress, em 21 de abril de 1926, quando foi informada que Alva Maria morreu devido a um câncer linfático, aos 23 anos.

### Relacionamentos

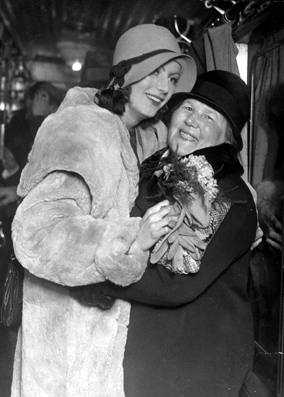
Garbo e sua mãe, Anna Gustafsson, fotografadas durante uma viagem nos EUA em 1939

Greta Garbo nunca se casou ou teve filhos, vivendo sozinha quando adulta. Seu relacionamento mais famoso foi com seu colega, o ator John Gilbert, com quem viveu entre 1926 e 1927. Tão logo o romance entre os dois começou e John tentou ensiná-la a se comportar como uma estrela, a socializar em festas e a como lidar com os executivos do estúdio. Ele a teria pedido em casamento várias vezes, mas Garbo sempre desistia pouco antes dos arranjos serem feitos.
Em 1937, ela conheceu o regente Leopold Stokowski, com quem foi vista várias vezes viajando pela Europa. Em sua biografia, Cecil Beaton, figurinista britânico, descreve um caso que teve com a atriz entre 1947 e 1949. Em 1941, ela conheceu o milionário russo, George Schlee, através de sua esposa, Valentina. O casal seria um dos grandes amigos de Garbo por longos anos. Alguns biógrafos dizem que Greta Garbo era bissexual, pois ela teria tido relacionamentos íntimos com várias mulheres além de homens. Em 1927, ela conheceu Lilyan Tashman, com quem teria tido um romance.
A estrela do cinema mudo, Louise Brooks, afirmou em sua biografia ter tido um breve caso com Garbo no mesmo ano. Em 1931, Garbo conheceu a escritora Mercedes de Acosta, abertamente lésbica, com quem teria tido um breve e explosivo romance. Elas continuaram grandes amigas por quase 30 anos, período em que Greta escreveu 181 cartas, cartões postais e telegramas para Acosta, hoje depositadas no Rosenbach Museum & Library na Filadélfia. Em 2005, 60 cartas de Garbo para Mimi Pollak indicam uma longa amizade e alguns sentimentos românticos da parte de Garbo.

## Morte
Greta Garbo passou por um tratamento bem-sucedido contra um câncer de mama, em 1984. Em seus últimos anos, apenas poucos amigos sabiam que ela vinha fazendo diálise três vezes na semana no Instituto Rogosin, em Nova Iorque. Greta Garbo morreu em 15 de abril de 1990, aos 84 anos, em decorrência de uma pneumonia e falência renal, no Hospital New York.

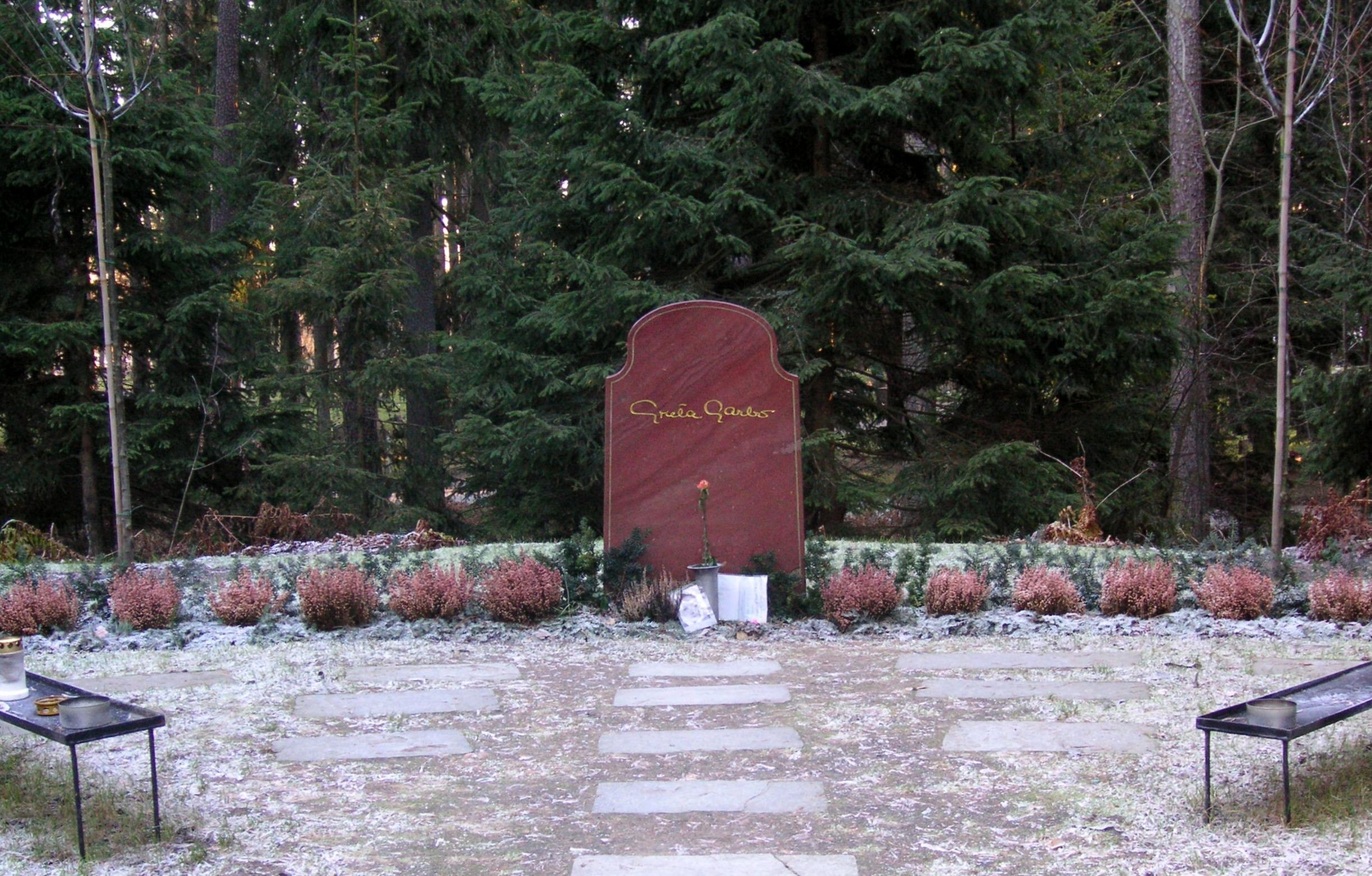
Sepultura de Greta Garbo no Skogskyrkogården

Greta foi cremada em Manhattan e suas cinzas foram enterradas em 1999 no Skogskyrkogården (Cemitério do Bosque), em Estocolmo. Em sua vida, a atriz fez investimentos em arte e ações, deixando uma herança avaliada em quase 62 milhões de dólares em valores atualizados para sua sobrinha, Gray Reisfield.

## Legado

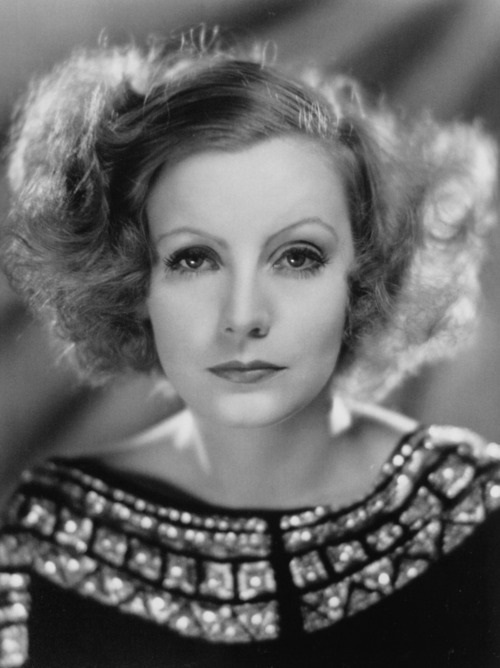
Garbo em Inspiration (1931)

Greta Garbo foi uma estrela internacional no final da era do cinema mundo e um ícone do cinema de Hollywood. Em grande parte de sua carreira, ela foi a atriz mais bem paga dos estúdios MGM e por muitos anos a mais prestigiada. A sutileza e naturalidade de sua atuação a fez se destacar de outras atrizes da época. Ela conseguia se conectar na intimidade com suas personagens, trazendo seus sentimentos à superfície e tornando-os verdadeiros aos olhos do público e da crítica. Ela se tornou um ícone para muitas atrizes, como Bette Davis.
Garbo é citada na canção Bette Davis Eyes, escrita em 1974 por Donna Weiss e Jackie DeShannon, mas que ficou famosa na gravação feita pela cantora americana Kim Carnes em 1981, versão essa que ganhou o Grammy de "Canção do Ano". Em 1986, Greta Garbo foi homenageada pela cantora francesa Mylène Farmer, que gravou uma música chamada Greta para o seu álbum de estreia, Cendres de lune. Em 1988 O cantor austríaco Falco também gravou uma música em sua homenagem, incluída no seu 5º álbum de estúdio Wiener Blut.
Em 1990, ano de sua morte, foi a vez de Madonna homenageá-la em seu hit Vogue. Greta Garbo encabeça a lista de personalidades hollywoodianas que Madonna cita na música em questão. No filme A Morte lhe cai Bem, de 1992, a personagem de Isabella Rossellini, Lisle Von Rhoman, insinua que Greta Garbo seria uma de suas clientes, justificando sua retirada da vida pública por ter tomado a poção da juventude que Lisle oferece à Madeline Ashton, personagem de Meryl Streep no filme. Greta é citada na música "The Ballad Of Michael Valentine" da banda de Las Vegas, The Killers, do terceiro lançamento da banda, o CD de b-sides Sawdust de 2007. Trecho: "[…] but I've got the buzz like Greta Garbo".
Ela também é citada na música "O veado", no álbum "Extra" do cantor Gilberto Gil, lançado em 1983. Outros artistas que também homenagearam Greta Garbo com músicas foram: a banda gaúcha Cachorro Grande com a canção "Lili", em álbum homônimo de 2001; a banda 3 Cold Man com a canção "My Greatest Greta", de 2007; a banda Falco, com uma música denominada simplesmente "Garbo"; e o cantor country Van Morrison no seu álbum de 2005, Magic Time, com a canção "Just Like Greta".

## Prêmios e indicações

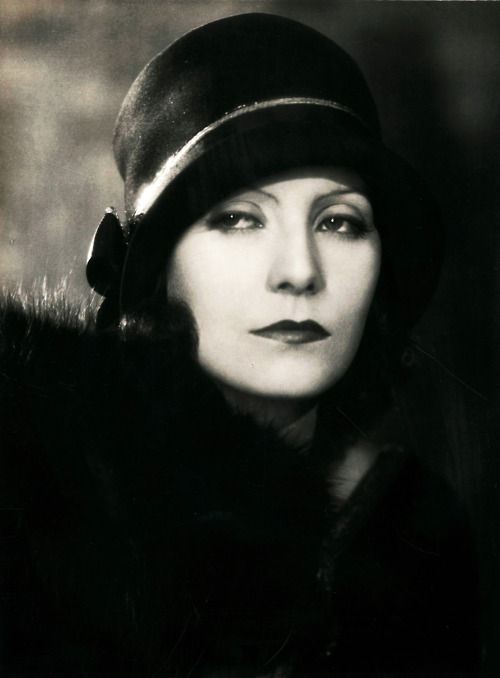
Garbo, cerca de 1936

Greta Garbo foi indicada quatro vezes ao Oscar de Melhor Atriz:
- Em 1930, pelos filmes Anna Christie e Romance (o que dividiu os votos e deu a vitória à Norma Shearer);
- Em 1937, por A Dama das Camélias (mas Luise Rainer levou novamente a estatueta - Rainer já havia ganho no ano anterior - por Terra dos Deuses);
- E em 1939, pela comédia Ninotchka, tendo, desta vez, perdido o prêmio para Vivien Leigh, que o levou pela atuação em E o vento levou.

Em 1935, foi premiada pela Associação dos Críticos de Cinema de Nova Iorque por sua atuação em Anna Karenina; dois anos depois, em 1937, recebeu o mesmo prêmio, dessa vez por A Dama das Camélias.
Em 1954, Hollywood fez uma reavaliação tardia do talento de Garbo e, num ato de contrição pela negligência no passado, a Academia lhe conferiu um Oscar especial pelo conjunto da obra. Como era de se esperar, a reclusa Garbo não compareceu à cerimônia para receber a estatueta, cabendo a Nancy Kelly receber o Oscar por ela.

## Homenagens

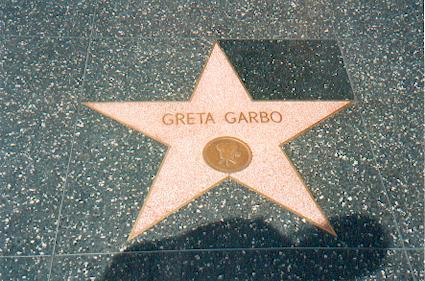
Estrela de Greta Garbo na Calçada da Fama de Hollywood, EUA
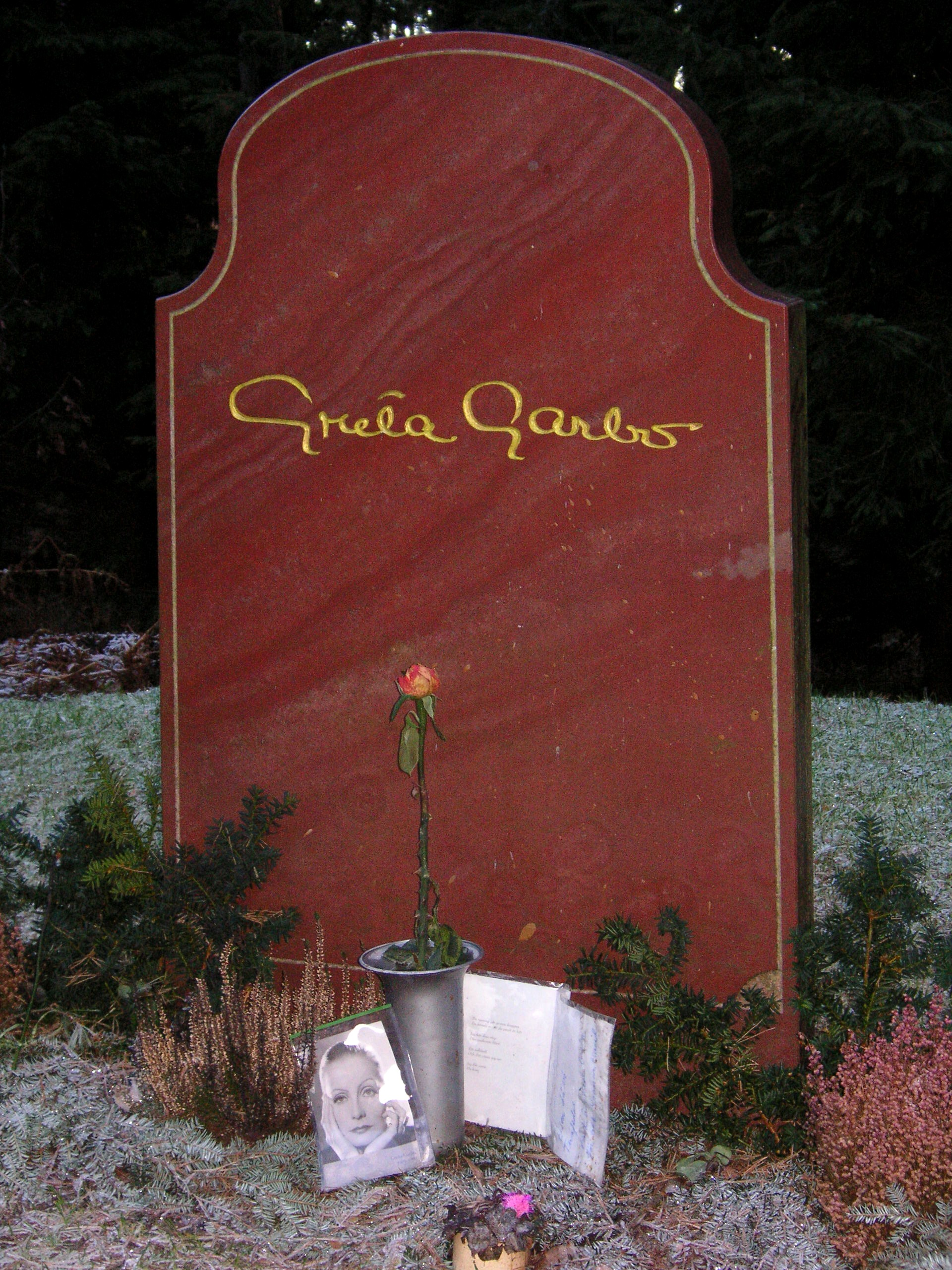
Lápide de Greta Garbo no cemitério Skogskyrkogården, em Estocolmo, Suécia
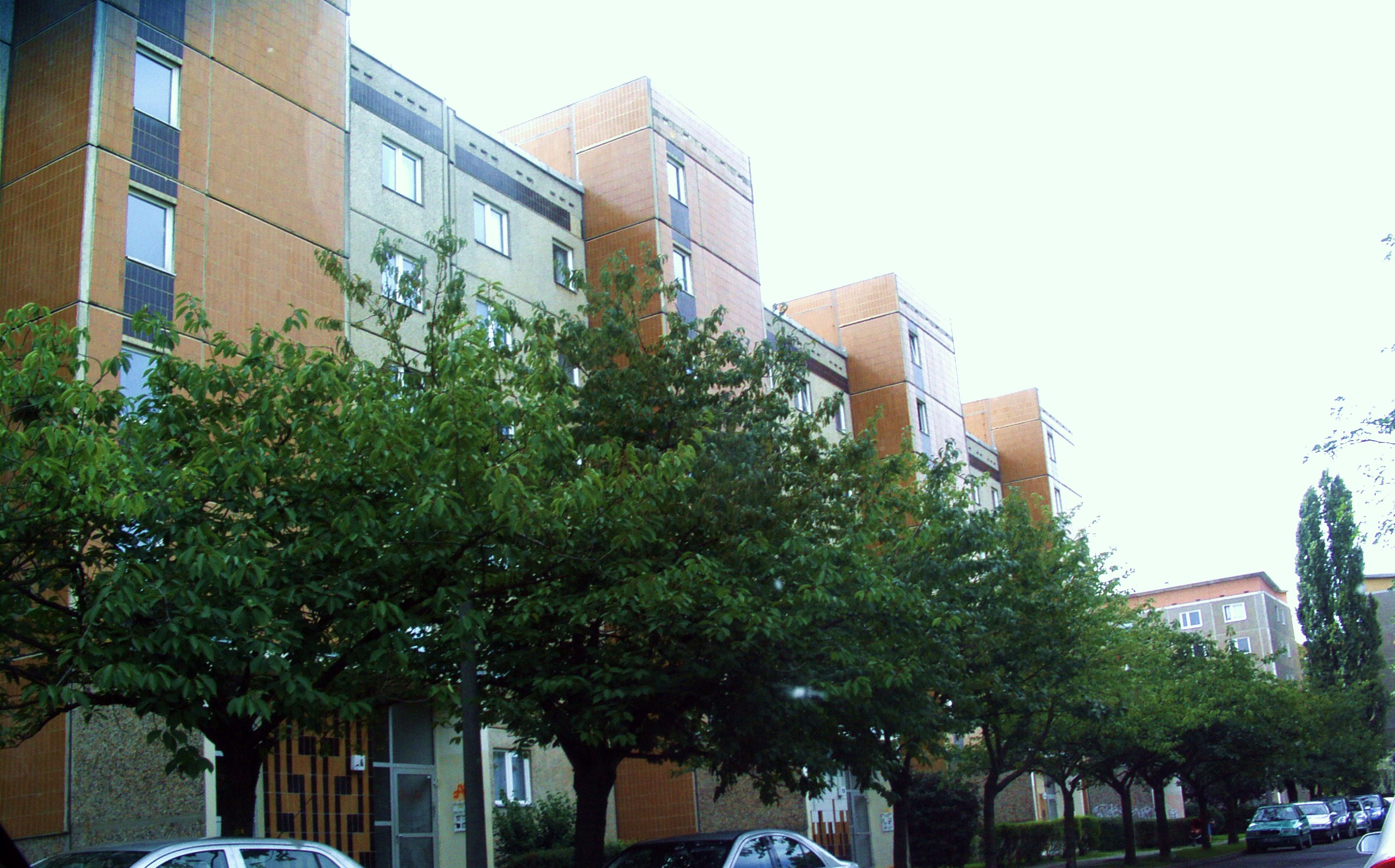
Rua Greta Garbo, em Berlim, Alemanha
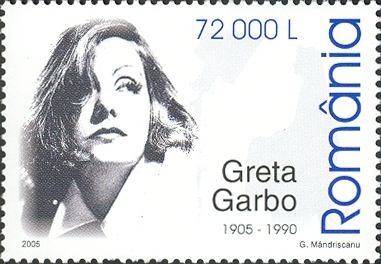
Selo romeno de 2005 em homenagem à Garbo

## Frases sobre Greta Garbo
- Mario Quintana: "Dois versos para Greta Garbo" O teu sorriso é imemorial como as Pirâmides E puro como a flor que abriu na manhã de hoje… (In: Apontamentos De História Sobrenatural)

- Alastair Forbes: "A escandinava mais melancólica desde Hamlet".
- Anônimo: "Greta é como a Mona Lisa — uma das grandes coisas da vida. E tão distante quanto".
- Barry Paris (1948–), jornalista e biógrafo: "A Mulher do Século - que passou metade dele tentando se esconder".
- Joan Crawford (1904–1977), atriz: "Meus joelhos ficaram fracos, se alguma vez pensei em me tornar uma lésbica, então foi isso".
- Bette Davis (1908–1989), atriz: "Seu instinto, seu domínio sobre a máquina, era pura feitiçaria. Não posso analisar a interpretação dessa mulher. Sei apenas que ninguém trabalhou com tanta perfeição frente à câmera".
- Luise Rainer (1910–2014), atriz: "Garbo era tão bonita; eu a adorava. Especialmente porque frente à câmera Garbo não precisava atuar: Garbo era".
- Joan Fontaine (1917–2013), atriz: "Gloriosa Greta Garbo - para mim, a mais bela mulher do mundo!".
- Cecil Beaton, fotógrafo: "Uma mulher com a inocência charmosa de uma criança".
- Clarence Sinclair Bull, fotógrafo: "O rosto dela foi o de maior inspiração que já fotografei".
- David Robinson (1930-), historiador de cinema: "Com Garbo, você toma menos consciência da atriz e mais da alma exposta à vida e à humanidade. A profundidade e a intensidade de sua interpretação transformavam tudo em que atuava. Ela fez dez filmes mudos em Hollywood: se a princípio não eram romancinhos açucarados, acabavam assim depois que o departamento de roteiros da Metro botava a mão… Mas Garbo emprestou-lhes um pouco de sua própria divindade".
- Georg Wilhelm Pabst, cineasta: "Um rosto assim só se vê uma vez num século".
- James Card, curador: "É a maior que já houve e que jamais haverá no cinema".
- Kenneth Tynan (1927–1980), escritor e crítico de teatro: "Exceto fisicamente, sabemos tanto de Garbo quanto de Shakespeare".
- Marlene Dietrich (1901–1992), atriz e cantora: "Invejo Garbo. O mistério é o maior charme de uma mulher. Gostaria de poder ser tão misteriosa quanto ela. Não quero que as pessoas saibam tudo sobre mim! Garbo nunca dá entrevistas. Adoraria fazer o mesmo".
- Marie Dressler (1868–1934), atriz: "Garbo é solitária. Sempre foi e sempre será. Vive no âmago de uma vasta e dolorosa solidão".
- Mercedes de Acosta, poetisa e roteirista: "Eu a via acima de mim, face e corpo recortados contra o céu, como fusão gloriosa de deus e deusa, radiante, elemental".
- Otis Ferguson (1907–1943), crítico de cinema: "O fenômeno dramático do nosso tempo. Assistindo a ela, percebe-se que isso é maior do que as palavras; é a coisa mais absolutamente bela de uma geração".
- Silvia Renate Sommerlath (1943–), rainha da Suécia: "Ela é mágica!".
- Sinclair Lewis (1885–1951), escritor: "Digo que não há mistério algum, exceto uma mulher ser tão fillums por tanto tempo sem 'virar hollywoodiana'. Conheci muitos atores e atrizes no meu trabalho. Aluguei e vendi casas para uns, tive de executar hipotecas de outros. Ela é a única normal. O resto faz as melhores interpretações nos restaurantes da moda, na praia, no Hollywood Boulevard, na igreja. Garbo é a única atriz que só representa na tela".

## Filmografia

### Filmes mudos

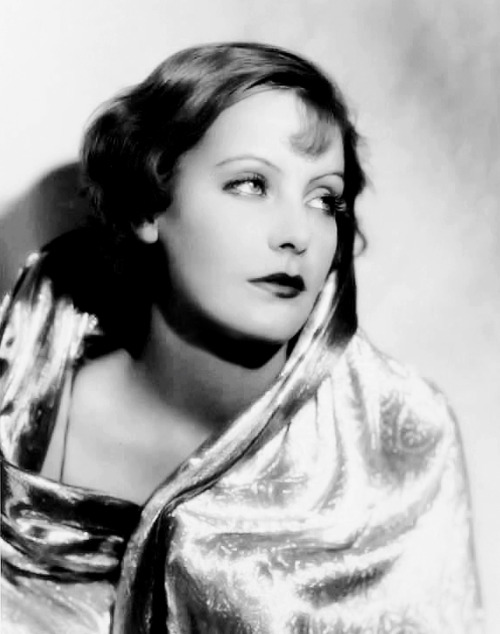
Garbo, cerca de 1930

- 1920 - Mr. and Mrs. Stockholm - filme publicitário
- 1921 - O Cavaleiro Feliz (A Happy Knight)
- 1921 - Como Não Se Vestir (How Not to Dress) - filme publicitário
- 1922 - Our Daily Bread (Our Daily Bread) - filme publicitário
- 1922 - Pedro, O Vagabundo (Luffar-Petter)
- 1922 - A Scarlett Angel (O Anjo Escarlate) - Greta aparece apenas como extra.
- 1924 - A Lenda de Gösta Berling (Gösta Berling's Saga)
- 1925 - A Rua das Lágrimas (Die Freudlose Gasse)
- 1926 - Os Proscritos (Torrent)
- 1926 - Terra de Todos (The Temptress)
- 1927 - A Carne e o Diabo (Flesh and the Devil)
- 1927 - Love
- 1928 - Mulher Divina (The Divine Woman)
- 1928 - Bela e Misteriosa (The Misterious Lady)
- 1928 - Mulher de Brio (A Woman of Affairs)
- 1929 - Orquídeas Selvagens (Wild Orchids)
- 1929 - The Single Standard
- 1929 - Os Homens (A Man's Man) - breve aparição ao lado de John Gilbert e do diretor Fred Niblo, interpretando a si mesma.
- 1929 - O Beijo (The Kiss)

### Filmes falados
- 1930 - Anna Christie
- 1930 - Anna Christie (versão alemã)
- 1930 - Romance
- 1931 - Inspiração (Inspiration)
- 1931 - Susan Lenox (Susan Lenox: Her Fall and Rise)
- 1931 - Mata Hari
- 1932 - Grande Hotel (Grand Hotel)
- 1932 - Como Me Queres (As You Desire Me)
- 1933 - Rainha Cristina (Queen Christina)
- 1934 - O Véu Pintado (The Painted Veil)
- 1935 - Anna Karenina
- 1936 - A Dama das Camélias (Camille)
- 1937 - Maria Waleska (Conquest)
- 1939 - Ninotchka
- 1941 - Duas Vezes Meu (Two-Faced Woman)